# Stade Romário de Souza Faria
Le Stade Romário de Souza Faria (en portugais : Estádio Romário de Souza Faria), surnommé le Marrentão ou encore le Tamoio, est un stade de football brésilien situé à Xerém, district de la ville de Duque de Caxias dans l'État de Rio de Janeiro.
Le stade, doté de 10 000 places et inauguré en 2007, sert d'enceinte à domicile aux équipes de football du Duque de Caxias Futebol Clube et du CEPE-Caxias.
Le stade porte le nom de Romário, ancienne gloire du football brésilien et originaire de la région.

## Histoire
Le stade faisait partie du projet de l'hôtel de ville de Duque de Caxias pour la rénovation du complexe sportif de Tamoio à Xerém.
Le stade ouvre ses portes en octobre 2007 sous le nom de Stade Neobey Brandão (en portugais : Estádio Neobey Brandão) et est géré par le club local du Duque de Caxias FC, qui évoluait auparavant au Stade Mestre Telê Santana (surnommé le Maracanãzinho).
Originellement prévu pour pouvoir accueillir  4 000 spectateurs, le stade reçoit l'autorisation de pouvoir accueillir 10 000 spectateurs.
Il est inauguré le 4 octobre 2007 lors d'un match nul 1-1 entre Duque de Caxias et le Vasco da Gama (le premier but au stade étant inscrit par Madson, joueur de Duque de Caxias).
Le premier match officiel au stade a lieu, quant à lui le 30 janvier 2008 lors d'une défaite 2-1 de Duque de Caxias contre le Cardoso Moreira FC.
Le record d'affluence au stade est de 3 000 spectateurs, lors d'une victoire 2-0 du Duque de Caxias FC sur l'América Mineiro le 31 août 2008 (match de Série C).
Quelques rénovations mineures sur le stade ont lieu en 2012, comme la rénovation du tableau d'affichage, des vestiaires et de la pelouse, afin d'être validé par la CBF pour disputer le championnat du Brésil D3.